# Nieuwveense Oosterpolder
De Nieuwveense Oosterpolder in Nieuwveen was 48 bunder groot en vormt samen de kleinere Westerpolder het poldergebied ten zuiden van de Drecht en ten noorden van Nieuwveen.

## Bron
- Aardrijkkundig woordenboek door Witkamp en de Historische Atlas van Zuid Holland (Robas) door G.L. Wieberink (1989).